# SN 2002fw
SN 2002fw – supernowa odkryta 19 września 2002 roku w galaktyce A033237-2746. W momencie odkrycia miała maksymalną jasność 24,60m.